# Getafe Club de Fútbol
O Getafe Club de Fútbol é um clube de futebol espanhol fundado em 1983 com sede na cidade de Getafe. Atualmente disputa a La Liga.

## História
Na temporada 2003–04, conquistou o acesso à La Liga e lá permaneceu durante 12 anos até a temporada 2015–16, quando foi rebaixado surpreendentemente depois de passar uma parte do campeonato no meio da tabela. No entanto, goleadas sofridas para Barcelona (6–0) e Real Madrid (5–1) foram fatais para o Getafe, que caiu muito na tabela com outras derrotas. Nem vitórias contra Real Sociedad (2–1) e Deportivo La Coruña (2–0), ambas fora de casa, foram suficientes, pois o time perdeu por 2–1 para o Betis na última rodada, dependendo apenas de si para permanecer na primeira divisão, sendo totalmente ao contrário: ficou na 19ª e penúltima posição e caiu pela primeira vez.
O clube nunca conquistou um título em toda sua história, mas ultimamente vem fazendo boas campanhas na La Liga, como na temporada 2018–19, em que conquistou vaga na Liga Europa da UEFA.

## Elenco atual
Última atualização: 27 de fevereiro de 2025.

## Uniformes
| Cores do Time | Cores do Time | Cores do Time |
| Cores do Time |               |               |
| Cores do Time |               |               |
|               |               |               |
| Ver evolução  |               |               |

## Futebolistas

### Mais partidas
| #  | País      | Nome            | Período             | Jogos |
| -- | --------- | --------------- | ------------------- | ----- |
| 1  | Uruguai   | Damián Suárez   | 2015–2024           | 294   |
| 2  | Togo      | Djené Dakonam   | 2017–               | 283   |
| 3  | Espanha   | David Soria     | 2018–               | 249   |
| 4  | Espanha   | Javier Casquero | 2006–2012           | 225   |
| 5  | Argentina | Cata Díaz       | 2007–2012 2016–2017 | 225   |
| 6  | Uruguai   | Mauro Arambarri | 2017–               | 217   |
| 7  | Espanha   | Jaime Gavilán   | 2005–2006 2007–2014 | 204   |
| 8  | Espanha   | Manu del Moral  | 2006–2011           | 191   |
| 9  | Espanha   | Pedro León      | 2009–2010 2011–2016 | 188   |
| 10 | Argélia   | Medhi Lacen     | 2011–2018           | 187   |

### Maiores artilheiros
| #  | País      | Nome            | Período             | Gols |
| -- | --------- | --------------- | ------------------- | ---- |
| 1  | Espanha   | Jorge Molina    | 2016–2020           | 54   |
| 2  | Espanha   | Ángel Rodríguez | 2017–2021           | 46   |
| 3  | Espanha   | Jaime Mata      | 2018–2024           | 46   |
| 4  | Espanha   | Manu del Moral  | 2006–2011           | 39   |
| 5  | Turquia   | Enes Ünal       | 2020–2024           | 36   |
| 6  | Espanha   | Borja Mayoral   | 2021–               | 36   |
| 7  | Espanha   | Roberto Soldado | 2008–2010           | 33   |
| 8  | Espanha   | Dani Güiza      | 2005–2007 2011–2013 | 30   |
| 9  | Venezuela | Miku            | 2010–2012 2013      | 28   |
| 10 | Espanha   | Javier Casquero | 2006–2012           | 27   |